# Флор Саломон Михайлович
Саломо́н (Са́ло) Миха́йлович Флор (чеськ. Salomon Flohr, рос. Саломон Михайлович Флор; 21 жовтня 1908, Городенка, нині Івано-Франківська область — 18 липня 1983, Москва) — чехословацький та радянський шахіст і шаховий журналіст. Міжнародний гросмейстер (1950). Заслужений майстер спорту СРСР (1948). Міжнародний арбітр (1963).

## Життєпис
Саломон Флор народився 1908 року в Галичині в багатодітній єврейській сім'ї. Про перебування в Городенці багатодітної сім'ї Михайла Флора, який займався гендлярством, відомо небагато. За словами головного редактора городенківської газети «Край» Володимира Приймака, Флори жили в будинку, де тепер розташувалася загальноосвітня школа № 2. Будівлю у війну зруйнували. Коли Соломону не було й року, його родина емігрувала в Моравію .
За даними Яна Календовського, автора книги чеською мовою «Молодий Флор» (Брно, 1985), батьки, брати та сестри Флора загинули під час погрому. Уціліли тільки Сало та його старший брат Мозес. Їх переправили в Чехословаччину та передали в єврейський сирітський будинок у місті Микулів.
Флор захопився шахами, коли йому було 14 років. 1924 року юнак переїхав до Праги. Там він вступив на службу в торгову компанію і став грати в місцевому шаховому клубі. Пізніше Флор перейшов на роботу в редакцію однієї з празьких газет. 1929 року його направили кореспондентом на знаменитий турнір у Карлсбаді. Там Флор грав бліц з іншими журналістами і навіть з учасниками турніру. Переможець турніру Арон Німцович, вражений грою юнака, рекомендував запросити його як шахіста на чергове міжнародне змагання. Це був перший міжнародний турнір Сало Флора і його перший успіх: він здобув другий приз.
У 1929—1937 роках Флор зіграв у 35 турнірах. 19 разів він або посідав перше місце, або з кимось його ділив, 9 разів був другим або третім.
Флор став переможцем у Празі (1930), в Брно (1931), у новорічних Гастінгських турнірах (1933—1934), випередивши Алехіна і Лілієнталя. У 1934—1935 роках розділив перше місце з Ейве і Томасом, випередивши Капабланку та Ботвинника.
Зіграв унічию (+2 -2 =8) матч Ботвинник — Флор 1933 року.
У Москві (1935) він знову розділив перше місце — вже з Ботвинником, випередивши Ласкера та Капабланку; в Маргіті (1936) посів перше місце, обігравши Капабланку.
1931 року Флор виграв матч у Штольца, а 1935 року зіграв унічию з Ботвинником.
Граючи за Чехословаччину в п'яти Олімпіадах, він домігся оптимального результату на першій дошці в 1935 та 1937 року.
1937 року у ФІДЕ (Всесвітню шахову організацію) надійшло декілька скарг від провідних шахістів. Мова йшла про те, що чемпіон світу Олександр Алехін відмовляється захищати свій титул у матчах з особливо сильними суперниками — такими, наприклад, як Капабланка, Німцович, а вибирає слабкіших. У відповідь ФІДЕ призначила Сало Флора офіційним претендентом на звання чемпіона світу та запропонувала Алехіну зіграти з ним. Знаменита чехословацька взуттєва компанія Батя погодилася бути спонсором цього матчу. Алехін прийняв виклик, але матч так і не відбувся.
Наприкінці 1938 року в Нідерландах проходив один із найпрестижніших в історії шахів турнірів — А. В. Р. О. Туди запросили вісім найкращих шахістів: чемпіона світу Алехіна, екс-чемпіонів Капабланку і Ейве, молодих зірок — Ботвинника, Кереса, Файна, Флора та Решевского. Флор був одним із фаворитів. Однак у вересні 1938 року глави Німеччини, Франції та Великої Британії підписали Мюнхенську угоду, яка розв'язала нацистам руки щодо Чехословаччини. Хоча нацисти окупували Прагу тільки в березні 1939 року, чеські євреї ясно усвідомлювати, яке майбутнє їх чекає. Тому в середині жовтня 1938 року Флор виїхав із Чехословаччини до свого друга Пауля Кереса в Тарту. Вдруге Сало позбувся країни, житла, майна, друзів і спонсорів. Але 1939 року він довів, що залишається одним із найкращих шахістів світу, перемігши у серйозному тренувальному турнірі (Москва — Ленінград) та випередивши Кереса, Решевского, Лілієнталя, молодого Смислова та інших. Мабуть, під час московського турніру в січні 1939 року Флору та його близькому другові, угорському гросмейстеру Лілієнталю (теж єврею), було запропоновано притулок у Радянському Союзі.

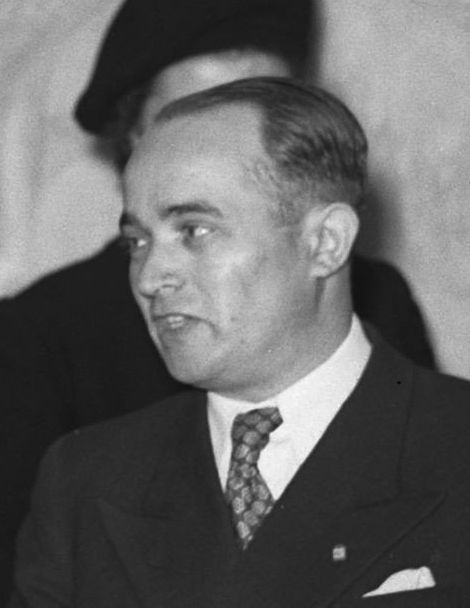
Світлина 1946 року

Наприкінці 1939 року Флор переїхав до Москви. Отримавши громадянство в СРСР, він був змушений відмовитися від надій стати чемпіоном світу: радянське керівництво вже мало власного претендента на цей титул — Михайла Ботвинника. Всі радянські шахісти зобов'язані були допомагати йому, а не конкурувати з ним. Флор явно не хотів наражати себе на ризик утретє втратити все і різко змінив стиль гри. Тепер вона була цілком «миролюбною», більшість партій він закінчував унічию.
Зі скромним успіхом Флор зіграв у восьми чемпіонатах СРСР у 1944—1955 роках. Брав участь у багатьох міжнародних турнірах. Він завоював популярність у СРСР як шаховий журналіст. Крім того, був головним суддею в багатьох змаганнях.
1957 року Флор і ще один гросмейстер із Москви — Андре Лілієнталь — поза конкурсом узяли участь у чемпіонаті УРСР. Їх запросили для посилення турніру: щоб уперше після війни встановити в чемпіонаті УРСР норматив майстра спорту. Набравши 12,5 очка із 17, Флор поділив перше місце з Юхимом Геллером, який і здобув чемпіонський титул, оскільки Флор виступав поза конкурсом .
1957 року за заслуги в галузі шахів Сало Флора було нагороджено орденом «Знак Пошани».
Пропагуючи шахи, Флор часто проводив сеанси одночасної гри, зокрема і в містах України. Так, у листопаді 1956 року в Кам'янці-Подільському він провів сеанс одночасної на 39 дошках. Саломон Михайлович виграв 31 партію, звів унічию 6 і програв лише дві.
1978 року Флор одружився з донькою Олександри Олександрівної Єсеніної — Тетяною (племінницею поета Сергія Єсеніна) .
Сало Флор помер у Москві 18 липня 1983 року. Він залишився у пам'яті людей як видатний шахіст, чию блискучу кар'єру було зруйновано спочатку нацистами, а потім комуністами.

## Шаховий клуб імені Соломона Флора
Земляки Сало Флора продовжують його справу.
Більше трьох десятків років на батьківщині С.Флора в місті Городенка Івано-Франківської області функціонує шаховий клуб (Перший президент клубу Михайло Іванович Вороний [2009-2021]. Чинний президент Петро Васильович Винницький [2021-н.н.] на даний момент бере участь у бойових діях на території України), який названий на честь гросмейстера. Клуб працює на громадських засадах, спонсорська допомога є невід'ємним атрибутом проведення турнірів.
Клуб складається близько зі ста осіб Городенківського, Снятинського, Коломийського районів Івано-Франківської області та Борщівського, Чортківського, Заліщицького районів Тернопільської області; Кіцманського району Чернівецької області.
Протягом тридцяти років проведено безліч турнірів. При клубі працює дитяча шахова школа.

У грудні 2022 року був проведений 40-й меморіал пам'яті  С.Флора

## Виноски
1. 1 2  Чеська національна авторитетна база даних
2. 1 2  Bibliothèque nationale de France BNF: платформа відкритих даних — 2011.
3. ↑  Голинський Ігор. Гросмейстер шахів і журналістики. Архів оригіналу за 9 грудня 2004. Процитовано 15 листопада 2008. [Архівовано 2004-12-09 у Wayback Machine.]
4. ↑  Лазарєв Ю. М. Творчість шахістів України. — К.: Здоров'я, 1982. — С. 33—34.
5. ↑  Автобіографія Володимира Мощенка(рос.)
6. ↑  XXV меморіал з шахів пам’яті Сало Флора відбувся в м. Городенка. Архів оригіналу за 26 грудня 2017. Процитовано 26 грудня 2017. [Архівовано 2017-12-26 у Wayback Machine.]